# Claus Wagner
Claus Wagner  (Lohr am Main, 1965) is een Duitse drummer.
Wagner is als drummer overwegend autodidact. Hij speelde in zijn geboortestad in verschillende groepen, meestal met drummer/performer Rudolf Porzelt en gitarist Michael Lembach. Hij studeerde aan de FMW Frankfurter Musikwerkstatt (bij Peter Giger) en (bij Michael Küttner) aan de Musikhochschule Köln. Sindsdien speelde Wagner in talrijke projecten, met musici als Peter Kowald, Tom Cora, Matthias Schubert, Axel Dörner, Sebastian Gramss, Frank Wingold en Frank Gratkowski. Met de groep Ballhaus rond Adrian Ils en het septet Novotnik 44 (met Udo Moll) won hij verschillende prijzen (o.a. een Preis der Deutschen Schallplattenkritik).
Tegenwoordig geeft hij vooral les, hij is actief bij de JazzHausSchule Köln.

## Discografie (selectie)
- Ballhaus Die neuen Fernen (1994)[2]
- The Remedy The Remedy (JazzHausMusik 1994)[3][4]
- Ballhaus Lügen ist menschlich (1998).